# Смаил-ага Ћемаловић
Смаил-ага Ћемаловић (Мостар, 23. новембар 1884 — Јасеновац 1945) био је српски национални радник, политичар и уредник листова Мусават и Српска омладина.
У вријеме Краљевине Југославије био је и предсједник мостарске општине. Покренуо је листове Мусават (1906—1909) и Српска омладина (1912—1913) за просвјећивање српске омладине исламске вјере у аустроугарској провинцији Босни и Херцеговини. Поред тога што се на основу властитог поријекла осјећао као Србин исламске вјере, био је исламиста и присталица повратка османлијске власти у Европу, те истакнути противник аустроугарске окупације. Због непоколебљивог Српства, усташе су га спалиле у логору Јасеновац 1945. године.

## Биографија
Основну и трговачку школу завршио је у Мостару, а трговачку академију у Грацу. Године 1906, је покренуо опозициони лист против аустроугарске окупације, под називом Мусават (Једнакост), који је под његовим уредништвом излазио до 1909. Лист Мусават уређивао је заједно са Османом Ђикићем. Лист је био званични орган Муслиманске народне организације која водила аутономну борбу. Због једног чланка у Мусавату био је осуђен на 6 мјесеци тешке тамнице у оковима. У том чланку је тражио, да се војници не заклињу цару Францу Јозефу, јер је сматрао да је суверен султан, односно залагао се за повратак турске власти на Балкан. Кад је Мусават премјештен у Сарајево, и кад су се вође покрета за муслиманску вјерско-просвјетну аутономију приближили влади аустроугарске провинције, Ћемаловић је оставио Мусават и покренуо лист 1. септембра 1912. године Српска омладина. Часопис "Српска омладина" у Сарајеву је уређивао Смајо са Владимиром Гаћиновићем и Ђорђом Пејановићем. Претходно је од 1910. године Ћемаловић покренуо у Сарајеву муслимански лист "Самоуправа".
До Првог свјетског рата био је у блиским везама са истакнутијим људима Радикалне странке и Народне одбране у Србији. Када је почео Први свјетски рат, 2. августа 1914. године затворен је у Рогашкој Слатини и одведен у Грац, где је интерниран. Из Граца је преведен у Мостар у војни затвор као талац, па је интернисан у логор у Араду, гдје је остао до 1916. године. Јавља се он јула 1918. године као председник демократске муслиманске независне странке у Мостару.
Послије рата био је у неколико наврата предсједник општине у Мостару. Смаил-ага је 1926-1928. године био градоначелник Мостара (градски комесар), са листе ЈМО, која је била са радикалима у коалицији. Постао је члан Народне радикалне странке. Био је 1936. године председник Одбора за прославу у Мостару, када је откривено спомен-турбе Осману Ђикићу. Споменик је почео да ради 1934. године доцент Универзитета у Београду, Александар Дероко. Ћемаловић као публициста у Мостару је 1938. године учествовао у предизборној кампањи групе око радикала Аце Станојевића.
Због његовог српског националног опредјељења, усташе су га спалиле у логору Јасеновац 1945. године.